# Avviso di copyright

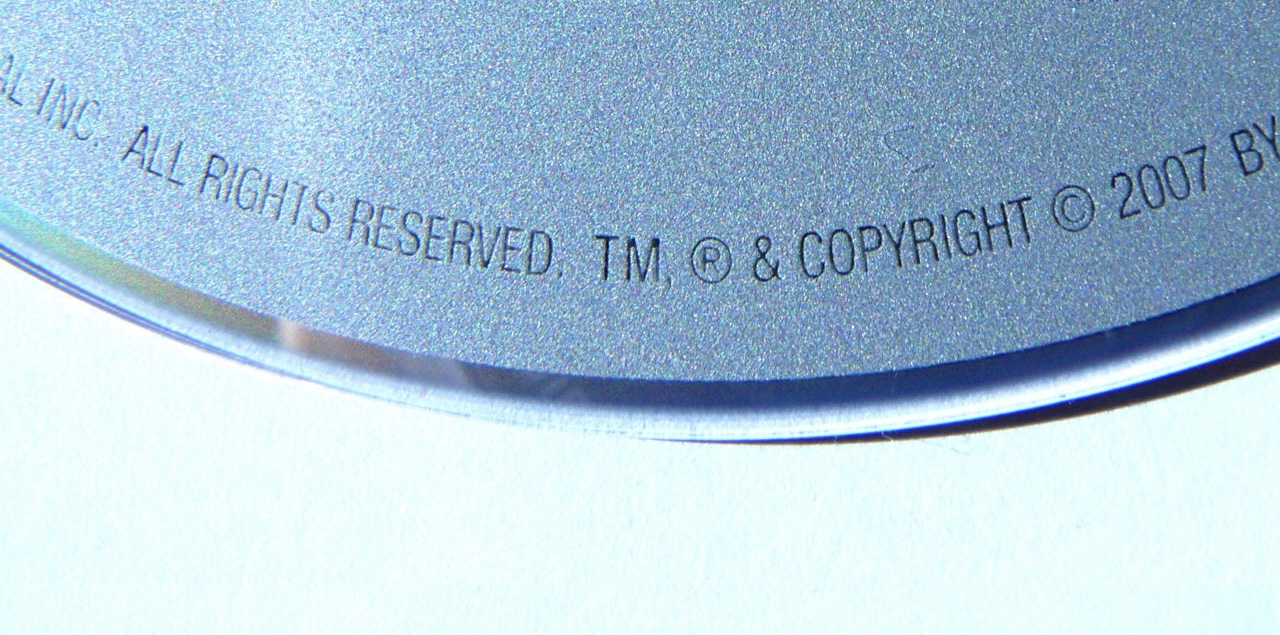
DVD: All Rights Reserved

Nel diritto statunitense, un avviso di copyright è un avviso di prescrizione statale che informa gli utenti della presenza di protezione copyright in un contenuto pubblicato.
Il copyright è una forma di protezione offerte dal diritto statunitense per gli autori di "lavori originali". Quando un'opera viene pubblicata sotto l'autorità del proprietario del copyright, un avviso di copyright può essere posto su tutte le copie distribuite al pubblico. L'utilizzo dell'avviso è responsabilità del proprietario del copyright e non richiede permessi da, o registrazione presso, il Copyright Office.
L'utilizzo dell'avviso informa il pubblico che il contenuto è protetto da copyright, identifica il proprietario del copyright, e mostra l'anno di pubblicazione. Inoltre, nel caso di violazione, se l'opera presenta l'avviso correttamente, la corte non darà peso all'uso da parte della difesa di violazione innocente—ovvero l'allegazione che l'imputato non sapesse che il contenuto fosse protetto. Un'effettiva violazione innocente potrebbe risultare in una riduzione del risarcimento che il proprietario del copyright riceverebbe.
La legge statunitense non obbliga più l'uso dell'avviso di copyright, sebbene la sua presenza su un'opera conferisce benefici sicuri al proprietario del copyright. In passato era però richiesto un avviso, e l'uso dell'avviso è ancora importante per lo stato copyright di opere più vecchie.
Per lavori pubblicati durante o dopo il 1 marzo 1989, l'utilizzo dell'avviso è opzionale. Prima del 1 marzo 1989 l'uso dell'avviso era obbligatorio su tutti i lavori pubblicati.
Omettere l'avviso da un qualsiasi contenuto pubblicato dal 1 gennaio 1978 al 28 febbraio 1989 avrebbe potuto portare alla perdita della protezione copyright se non si fossero intraprese misure correttive in tempi utili.
Opere pubblicate prima del 1 gennaio 1978 sono governate dal Copyright Act del 1909. Secondo quella legge, per un lavoro pubblicato sotto l'autorità del proprietario del copyright senza un corretto avviso sarebbe stata persa negli Stati Uniti tutta la protezione copyright per quel contenuto.